# Xherdan Shaqiri
Pour les articles homonymes, voir Shaqiri.
Xherdan Shaqiri (prononcé en albanais  [ d͡ʒɛɾd̪ɑn ʃɑciɾi]), né le 10 octobre 1991 à Gjilan (RSF de Yougoslavie, aujourd'hui au Kosovo) est un footballeur international suisse qui joue au poste d'ailier droit au FC Bâle.
Natif du Kosovo mais ayant grandi en Suisse, Shaqiri se forme au FC Bâle où il se révèle sur la scène européenne. Il rejoint ensuite le Bayern Munich en 2012 remportant trois titres consécutifs de Bundesliga. Toutefois, il ne parvient pas à s’imposer comme titulaire en raison de la forte concurrence à son poste (Robben, Ribéry). En janvier 2015, il rejoint l'Inter Milan pour un montant de 15 millions d'euros.
Après une demi-saison à l'Inter, Shaqiri part à Stoke City qui est ensuite relégué de la Premier League en 2018. Shaqiri est transféré à Liverpool où il est principalement un joueur de rotation. Il fait partie de l'équipe qui remporte la Ligue des Champions en 2019. Il gagne également la Supercoupe d'Europe et la Coupe du Monde des Clubs la même année, ainsi que la Premier League en 2020, le premier titre de champion des Reds depuis 30 ans. Il enchaîne ensuite deux passages mitigés à Lyon puis aux États-Unis à Chicago avant de revenir dans son club formateur du FC Bâle.
International de 2010 à 2024, Shaqiri a été sélectionné 125 fois et a marqué 32 buts pour la Suisse, ce qui fait de lui le deuxième joueur le plus capé et le quatrième meilleur buteur du pays. Il représente la Nati lors de quatre Coupes du Monde (en 2010, 2014, 2018 et 2022) ainsi qu'à trois Championnats d'Europe (en 2016, 2020 et 2024) où il se fait remarquer pour ses buts spectaculaires.

## Biographie

### Enfance et formation en Suisse
Xherdan Shaqiri naît le 10 octobre 1991 à Gjilan, au Kosovo, dans la RSF de Yougoslavie, de parents albanais. Sa mère, Fatime Shaqiri, était femme de ménage. Son père, Isen Shaqiri agriculteur. En 1992, alors qu'il n'a qu'un an, ses parents quittent le pays pour la Suisse. Il a deux frères, Arianit et Erdin, ce dernier étant son agent, et une sœur qui se prénomme Medina,.
Shaqiri commence à jouer pour le SV Augst en 1999 à l'âge de 8 ans. En 2001, à 10 ans, il rejoint les juniors du FC Bâle ; il dispute la Nike Cup 2007 en République tchèque où il est élu meilleur joueur du tournoi. Le 1er juillet 2007, il fait ses débuts avec le FC Bâle B.

### Débuts professionnel au FC Bâle (2009-2012)
Le 2 juillet 2009, il signe son premier contrat professionnel au FC Bâle. Le 12 juillet 2009, il fait ses débuts en Super League en tant que remplaçant contre le FC Saint-Gall. Le 9 novembre, il marque son premier but en Super League contre Neuchatel Xamax FC au Parc Saint-Jacques. À la suite de la blessure de Carlitos, il se fait rapidement une place dans l'équipe. Cette même saison, il réussit le doublé Coupe et Championnat avec le FC Bâle.
Il devient titulaire dans l'équipe du FC Bâle pour la saison 2010-2011. Le 15 septembre 2010, il joue son premier match en phase finale de Ligue des champions contre le CFR Cluj. Le 3 novembre, il y marque son premier but contre l'AS Roma. Lors de la dernière journée du championnat suisse (36e journée) où le FC Bâle et le FC Zurich comptaient respectivement 70 points et 69 points, Shaqiri marque le but du 2-0 contre Lucerne. À la suite de cette victoire, Bâle devient champion suisse de l'édition 2010-2011.
Le 8 août 2011, il reçoit le prix de Credit Suisse Player of the Year à Berne, titre qui récompense le meilleur joueur suisse de l'année 2011, il est d'ailleurs le plus jeune joueur à le recevoir. Plus tard le 1er octobre 2011, il bat un autre record de précocité en devenant le plus jeune joueur du FC Bâle à atteindre la barre des 100 matches à seulement 19 ans, 11 mois et 20 jours. En novembre 2011, il fait partie des 40 nommés pour le trophée du Golden Boy 2011 avec son compatriote Granit Xhaka afin de succéder à Mario Balotelli. Le 8 décembre, il est passeur décisive sur les deux buts bâlois, lors de la victoire 2-1 face à Manchester United, lors de la sixième et dernière journée des phases de poules de la Ligue des champions, réussissant l'exploit de se qualifier en huitièmes de finale tout en éliminant l'ogre mancunien. À quelques jours du match contre cette même équipe, il signe au Bayern de Munich pour 12 millions d'euros. Le transfert est effectif au mois de juillet suivant. Lors des huitièmes de finale, malgré une victoire 1-0 à l'aller contre Munich, le FC Bâle est éliminé après une défaite 7-0 au match retour. Les Bâlois sont tout de même fiers de leur parcours. Lors de la 28e journée du championnat Suisse, Shaqiri marque un ciseau-retourné acrobatique à la troisième minute contre le FC Lucerne. Ce but confirme son talent et sa signature au Bayern de Munich. Le 6 mai 2012 à Zurich, déjà mathématiquement champion de Suisse, il marque un doublé lors de la victoire du FC Bâle 1-5. Le 16 mai, il inscrit le tir au but vainqueur lors de la finale de Coupe de Suisse face au FC Lucerne (1–1; 4-2 t.a.b.). C'est son second doublé, championnat - coupe avec le FC Bâle. Lors de son dernier match avec le FC Bâle (son 129e), il marque son 9e but de la saison en championnat contre YB et finit troisième meilleur buteur derrière Frei et Streller, ses coéquipiers.

### Passage mitigé au Bayern Munich (2012-2015)
Comme défini plusieurs mois avant, Xherdan Shaqiri quitte le FC Bâle et rejoint le Bayern Munich le 1er juillet 2012, contre la somme de 11,6 M€. Son contrat va jusqu'en juin 2016. Il s'installe très vite au sein de l'équipe et marque six buts durant ses premiers matchs de préparation avec sa nouvelle équipe.
Shaqiri remporte la Supercoupe d'Allemagne, où son club bat le Borussia Dortmund (2-1). Quelques jours plus tard, pour son deuxième match officiel, il inscrit un but et donne deux passes décisives contre le SSV Jahn Regensburg en Coupe d'Allemagne. Il est aussi titulaire à la place de Franck Ribéry lors de la première journée de Bundesliga face à Greuther Fürth (3-0). Il offre ensuite une passe décisive lors de la cinquième et de la sixième journée, pour Mario Mandžukić. Le duo est efficace depuis le début de la saison et le Suisse continue de surprendre par son énergie. Il fait à nouveau forte impression chez le BATE Borisov, lors de la phase de poules de Ligue des champions, où il offre une passe décisive à Ribéry lors de la première défaite bavaroise de la saison (3-1). Il délivre une passe décisive pour le troisième match consécutif. Le 5 décembre, il inscrit un but et donne une passe décisive face au même BATE, lors de la dernière journée de poule, permettant à son club d'arracher de justesse la première place du groupe au FC Valence. Le 14 décembre, il marque son premier but en Bundesliga contre le Borussia Mönchengladbach. Il remarque à nouveau en coupe d'Allemagne, face au FC Augsbourg d'un plat du pied, sur une offrande de Thomas Müller. Munich étrille ensuite Hambourg 9 à 2, match pendant lequel il marque un but et délivre une passe décisive. Le match suivant face à Nüremberg, Shaqiri marque de nouveau et permet aux siens de l'emporter 4-0 et ainsi conforter leur fauteuil de leader. Quelques jours plus tard, en coupe, Shaqiri marque et est l'auteur de trois passes décisives, le Bayern se qualifiant pour la finale. Lors de cette saison 2012-2013, il réalise un triplé inédit avec le Bayern Munich : Ligue des champions - Coupe - Championnat, avec la Supercoupe en début de saison. Shaqiri inscrit, bien qu'il soit rarement titulaire, huit buts et treize passes décisives en 38 matches.
À partir du début de la saison 2013-2014, il joue de moins en moins.

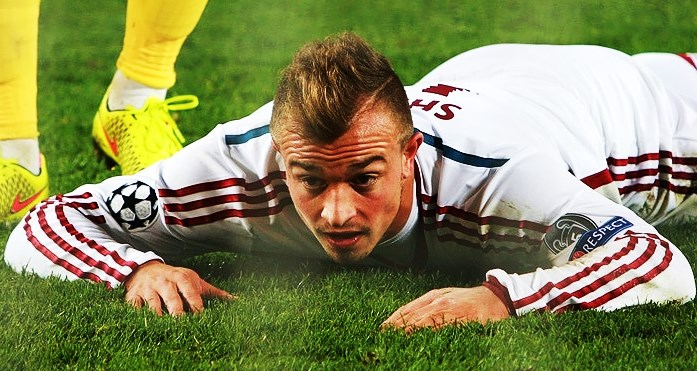
Xherdan Shaqiri en 2014 avec le maillot du Bayern Munich

### Courte arrivée à l'Inter Milan (2015)
Lors du mercato hivernal de la saison 2014-2015, il quitte le club bavarois. Le 10 janvier 2015, Xherdan Shaqiri signe à l'Inter Milan pour quatre ans et demi. Le montant du transfert se situe entre 18 et 22 millions d'euros. Sa venue était l'un des souhaits de l'entraîneur Roberto Mancini avec celle de Lukas Podolski. Il inscrit son premier but lors de son deuxième match en coupe d'Italie contre Sampdoria Genoa puis Shaqiri est élu deuxième meilleur transfert de la Serie A pour le mercato d'hiver, derrière Mohamed Salah.

### Rebond à Stoke City (2015-2018)
Après une demi saison mitigé à l'Inter, Shaqiri quitte Milan le 13 août 2015 pour le club anglais de Stoke City pour un transfert record du club de Premier League de 17 millions d'euros et un contrat courant jusqu'en 2020. Mark Hughes en fait son titulaire sur le flanc-droite des Potters. Lors de son premier match contre Norwich City, il adresse sa première passe décisive sur coup franc. Le 5 décembre, il en délivre deux nouvelles pour Marko Arnautović lors d'une victoire 2-0 contre Manchester City. Xherdan Shaqiri ouvre son compteur buts avec un doublé pour Stoke City au terme d'un match fou contre Everton où les Potters l'emportent 3-4 face aux Toffees.

### Nouvel échec au Liverpool FC (2018-2021)
Le 13 juillet 2018, Shaqiri s'engage avec le Liverpool FC, finaliste de la dernière édition de la Ligue des champions, contre 14,7M € ainsi qu'un contrat s'étendant jusqu'en 2023. Pour sa première saison, il réalise de bonnes performances et est souvent décisif. Parfois titulaire aux côtés de Mohamed Salah, Roberto Firmino et Sadio Mané, mais plus souvent utilisé comme joker de luxe, il inscrit dans la première moitié de saison, 6 buts et trois passes décisives en 20 matchs, toutes compétitions confondues.

### Olympique lyonnais (2021-2022)
Le 22 août 2021, l'Olympique lyonnais annonce via un communiqué de presse un « accord de principe » avec le club de Liverpool dans le cadre du recrutement de l'international suisse. Le transfert est officialisé le 23 août 2021, le contrat signé par le joueur le lie au club jusqu'en 2024,. Son transfert coûte 6 millions d'euros hors bonus.
Les six premiers mois du joueur sont délicats puisqu'il ne joue que 13 matchs, marquant un seul but et délivrant deux passes décisives, bien en dessous du rendement attendu par l'OL. Un départ est même envisagé dès le mercato hivernal en 2022. Le 1er février 2022, lors du match en retard de la 14e journée du championnat contre Marseille, aligné dans un trio offensif remanié aux côtés d'Emerson et de Rayan Cherki, Shaqiri marque le but égalisateur et délivre une passe décisive pour Moussa Dembélé à la dernière minute du match, permettant aux Lyonnais de l'emporter 2-1.

### Fire de Chicago (2022-2024)
Le 9 février 2022, Shaqiri est transféré au Fire de Chicago pour un montant estimé à 7,5 millions d'euros et il rejoint donc la Major League Soccer. Quelques jours plus tard, le 28 février, il joue son premier match en MLS face à l'Inter Miami CF. Le 13 mars suivant, il célèbre sa première victoire avec le Fire de Chicago qui s'impose 2-0 face à D.C. United. La semaine suivante, contre le Sporting de Kansas City, il inscrit son premier but sous ses nouvelles couleurs. Le 3 avril 2022, il sort sur blessure à la 19e minute d'un match dans lequel le Fire a fait match nul 0-0 avec FC Dallas.
Le 14 août 2024, le club annonce, la rupture de son contrat d'un commun accord.

### Retour au FC Bâle (2024-)
Deux jours après l'officialisation de son départ du Fire de Chicago, l'arrivée de Xherdan Shaqiri au FC Bâle,, son club formateur, est annoncée,,. Shaqiri dispose d'un contrat de trois saisons avec un salaire moins élevé que celui qu'il avait aux États-Unis. Le 19 août, il accueillera les fans et les saluera depuis le Balcon du bureau du FCB et va passer du temps avec les fans,.
Pour sa première saison, Shaqiri contribue activement à l'obtention par son club du titre de champion à trois journées de la fin, inscrivant 18 buts et délivrant 20 passes décisives en 31 rencontres disputées. Il est ainsi le meilleur buteur du championnat.

### En équipe nationale

#### International A à 18 ans
Xherdan Shaqiri est convoqué pour la première fois en équipe nationale suisse A pour un match amical contre l'Uruguay. Le 3 mars 2010, pour le 700e match de l'histoire de la Nati, Shaqiri commence la rencontre, mais les Suisses perdent 1-3, malgré l'ouverture du score de Gökhan Inler.
Il est sélectionné à la surprise générale pour la Coupe du monde 2010, durant laquelle la Suisse se fait éliminer en phase de poule malgré une victoire 1 à 0 contre l'Espagne (but de Gelson Fernandes).
Lors d'une rencontre contre l'Angleterre comptant pour les qualifications à l'Euro 2012, il marque son premier but en équipe nationale alors âgé seulement de 18 ans, en se démarquant de plusieurs joueurs anglais pour décocher une frappe du gauche à 30 mètres, qui vient se loger dans la lucarne du gardien anglais, Joe Hart.
Lors de l'Euro 2011 des moins de 21 ans au Danemark, la Suisse rencontre le Danemark, pays organisateur. Il marque à la 48e en dribblant deux joueurs danois et en crucifiant le gardien d'un tir croisé, ce qui lui vaut le prix d'homme du match. Le 22 juin, Shaqiri et son équipe se qualifient pour la finale grâce à un beau but de Admir Mehmedi à la 114e minute. Lors de ce match, Shaqiri est également élu homme du match. En finale, contre l'Espagne, Shaqiri et les siens ne sont pas à la hauteur pour faire face aux Espagnols qui l'emportent 2-0. Mais malgré une deuxième place, les joueurs seront reçus en héros lors de leur retour en Suisse.

#### Cadre de laNati
Xherdan Shaqiri honora sa première sélection le 3 mars 2010, lors d'une rencontre amicale contre l'Uruguay soldée par une défaite 3-1. La même année, il est retenu par Ottmar Hitzfeld parmi les 23 joueurs qui disputeront la Coupe du monde 2010 en Afrique du Sud. La Suisse sortira dès la phase de poules.
Le 6 septembre 2011, lors de la 8e journée des éliminatoires pour l'Euro 2012 contre la Bulgarie, Shaqiri marque trois buts consécutifs. Cela permet à l'équipe de Suisse de revenir de 0-1 à 3-1 et d'espérer une qualification. Il marque le premier but à la suite d'un une-deux avec Eren Derdiyok et d'une belle reprise, le deuxième d'un tir croisé et le troisième d'une frappe en pleine lucarne. Ce succès ne permet finalement pas à la Suisse de se qualifier. Le 29 février 2012, lors du match amical Suisse - Argentine à Berne, il réussit à égaliser après un but de Lionel Messi mais les Argentins, supérieurs, gagnent la partie 1-3.
Lors des Éliminatoires de la Coupe du monde de football 2014 Shaqiri et la Suisse héritent de l'Albanie comme adversaire. Shaqiri déclara que ce sera un match plein d'émotions contre son pays d'origine. Le 11 septembre 2012, jour du match, il déclare avec Granit Xhaka (également d'origine albanaise) qu'ils ne fêteront pas leurs buts en cas de réalisation par respect de leur nation d'origine. Buteur lors du match contre l'Albanie, il respecte sa parole. Le même scénario se reproduit lors du match retour en Albanie, où la Suisse se qualifie pour le mondial.
Le 25 juin pendant la Coupe du monde 2014, lors du troisième match du groupe E disputé contre le Honduras au Arena Amazônia de Manaus, il inscrit un triplé historique qui propulse l'équipe suisse en huitièmes de finale. Il signe en outre le 50e triplé de l'histoire de la compétition.

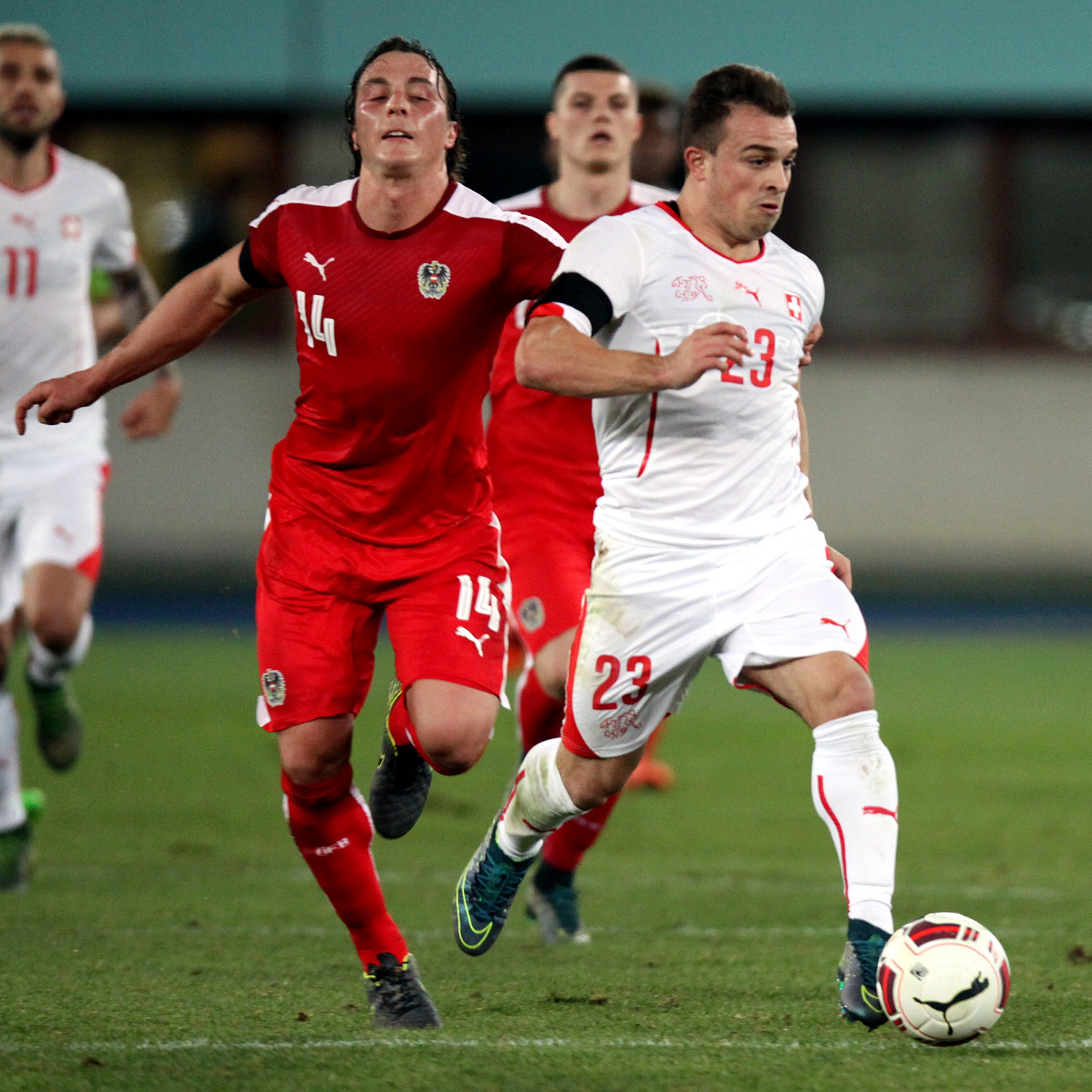
Xherdan Shaqiri lors d'un match amical avec l’équipe de Suisse contre l'Autriche en 2015

Le 25 juin 2016, lors du match des huitièmes de finale de l'Euro 2016 contre la Pologne, il inscrit le but de la compétition à l'orée des seize mètres d'une volée acrobatique aussi puissante que précise à la 82e minute.
Sélectionné pour la Coupe du monde 2018, il permet à la Suisse de renverser la Serbie en marquant le but de la victoire à la 90e minute seul face un défenseur (Duško Tošić) et le gardien de but serbe (Vladimir Stojković). Sa célébration avec Granit Xhaka suscite la polémique puisqu'en tant qu'Albanais et Kosovars d'origine, ils miment l'aigle du drapeau albanais avec leurs mains, geste politique envers la Serbie qui ne reconnaît pas l'indépendance du Kosovo, région aujourd’hui majoritairement albanaise.
Le 30 août 2019, il refuse de répondre à la convocation de son sélectionneur pour les matchs de qualification à l’Euro 2020 face à l’Irlande et Gibraltar, préférant rester dans son club du Liverpool FC pour essayer de grappiller du temps de jeu. Il fut sélectionné parmi les 23 joueurs pour disputer l'Euro 2020, lors de cette compétition, il marque un doublé face à la Turquie et un but face à l'Espagne en 1/4 de finales.
Le 9 novembre 2022, il est sélectionné par Murat Yakın pour participer à la Coupe du monde 2022. Il est de nouveau décisif dans une compétition internationale, en inscrivant un but face à la Serbie (victoire 3-2).
En juin 2024, il figure dans la liste de 26 joueurs appelés par Murat Yakın pour l'Euro 2024. Grâce à son but inscrit à la 26e minute contre l'Écosse en phase de groupe le 19 juin 2024, alors qu'il n'avait pas foulé le terrain lors du premier match, Xherdan Shaqiri devient le seul et unique joueur à avoir marqué lors des trois derniers Euros (2016, 2020 et 2024) et trois derniers Mondiaux (2014, 2018 et 2022). De plus, totalisant désormais cinq buts dans chacune de ces deux compétitions – tous inscrits sur les six éditions précédemment citées – , il rejoint un club très fermé de sept joueurs y étant au moins parvenu, où se trouvent aussi Michel Platini, Jürgen Klinsmann, Zinédine Zidane, Thierry Henry, Cristiano Ronaldo et Romelu Lukaku. En quart de finale, face à l'Angleterre, alors que les deux équipes sont à égalité à trois minutes de la fin des prolongations, Shaqiri frappe un corner direct qui termine sur l'équerre du but de Jordan Pickford. Les deux équipes se départagent aux tirs au but. Shaqiri réussit sa tentative qui n'empêche cependant pas l'élimination de la Suisse. Le 15 juillet 2024, il met un terme à sa carrière internationale,. Au moment de cette annonce, il est avec 125 sélections le deuxième joueur comptant le plus de sélections en équipe de Suisse après Granit Xhaka.

## Statistiques

### Détaillées par saison
| Saison                | Club                  | Championnat           | Championnat | Championnat | Championnat | Coupe nationale | Coupe nationale | Coupe nationale | Coupe de la Ligue | Coupe de la Ligue | Coupe de la Ligue | Supercoupe | Supercoupe | Supercoupe | Compétition(s) continentale(s) | Compétition(s) continentale(s) | Compétition(s) continentale(s) | Compétition(s) continentale(s) | Coupe du monde des clubs | Coupe du monde des clubs | Coupe du monde des clubs | Suisse | Suisse | Suisse | Total | Total | Total |
| Saison                | Club                  | Division              | M.          | B.          | P.d.        | M.              | B.              | P.d.            | M.                | B.                | P.d.              | M.         | B.         | P.d.       | Comp.                          | M.                             | B.                             | P.d.                           | M.                       | B.                       | P.d.                     | M.     | B.     | P.d.   | M.    | B.    | P.d.  |
| 2009-2010             | FC Bâle               | Super League          | 32          | 4           | 5           | 5               | 1               | 0               | -                 | -                 | -                 | -          | -          | -          | C3                             | 10                             | 2                              | 0                              | -                        | -                        | -                        | 4      | 0      | 0      | 51    | 7     | 5     |
| 2010-2011             | FC Bâle               | Super League          | 29          | 5           | 5           | 2               | 0               | 1               | -                 | -                 | -                 | -          | -          | -          | C1+C3                          | 10+1                           | 2+0                            | 3+1                            | -                        | -                        | -                        | 7      | 1      | 0      | 49    | 8     | 10    |
| 2011-2012             | FC Bâle               | Super League          | 31          | 9           | 9           | 4               | 0               | 1               | -                 | -                 | -                 | -          | -          | -          | C1                             | 6                              | 0                              | 2                              | -                        | -                        | -                        | 7      | 4      | 0      | 48    | 13    | 12    |
| Sous-total            | Sous-total            | Sous-total            | 92          | 18          | 19          | 11              | 1               | 2               | -                 | -                 | -                 | -          | -          | -          | -                              | 27                             | 4                              | 6                              | -                        | -                        | -                        | 18     | 5      | 0      | 148   | 28    | 27    |
| 2012-2013             | Bayern Munich         | Bundesliga            | 26          | 4           | 6           | 5               | 3               | 5               | -                 | -                 | -                 | 1          | 0          | 0          | C1                             | 7                              | 1                              | 2                              | -                        | -                        | -                        | 8      | 2      | 3      | 47    | 10    | 16    |
| 2013-2014             | Bayern Munich         | Bundesliga            | 17          | 6           | 2           | 3               | 1               | 2               | -                 | -                 | -                 | 1          | 0          | 0          | SC+C1                          | 1+3                            | 0                              | 0                              | 2                        | 0                        | 0                        | 11     | 5      | 1      | 38    | 12    | 5     |
| 2014-2015             | Bayern Munich         | Bundesliga            | 9           | 1           | 2           | 1               | 0               | 0               | -                 | -                 | -                 | 1          | 0          | 0          | C1                             | 4                              | 1                              | 0                              | -                        | -                        | -                        | 5      | 3      | 2      | 20    | 5     | 4     |
| Sous-total            | Sous-total            | Sous-total            | 52          | 11          | 10          | 9               | 4               | 7               | -                 | -                 | -                 | 3          | 0          | 0          | -                              | 15                             | 2                              | 2                              | 2                        | 0                        | 0                        | 24     | 10     | 6      | 105   | 27    | 25    |
| 2014-2015             | Inter Milan           | Serie A               | 15          | 1           | 2           | 2               | 1               | 0               | -                 | -                 | -                 | -          | -          | -          | C3                             | 3                              | 1                              | 0                              | -                        | -                        | -                        | 4      | 2      | 5      | 24    | 5     | 7     |
| 2015-2016             | Stoke City            | Premier League        | 27          | 3           | 6           | 1               | 0               | 0               | 4                 | 0                 | 0                 | -          | -          | -          | -                              | -                              | -                              | -                              | -                        | -                        | -                        | 11     | 1      | 3      | 43    | 4     | 9     |
| 2016-2017             | Stoke City            | Premier League        | 21          | 4           | 2           | 1               | 0               | 0               | -                 | -                 | -                 | -          | -          | -          | -                              | -                              | -                              | -                              | -                        | -                        | -                        | 5      | 2      | 1      | 27    | 6     | 3     |
| 2017-2018             | Stoke City            | Premier League        | 36          | 8           | 7           | 1               | 0               | 0               | 1                 | 0                 | 0                 | -          | -          | -          | -                              | -                              | -                              | -                              | -                        | -                        | -                        | 12     | 1      | 3      | 50    | 9     | 10    |
| Sous-total            | Sous-total            | Sous-total            | 84          | 15          | 15          | 3               | 0               | 0               | 5                 | 0                 | 0                 | -          | -          | -          | -                              | -                              | -                              | -                              | -                        | -                        | -                        | 28     | 6      | 12     | 120   | 21    | 27    |
| 2018-2019             | Liverpool FC          | Premier League        | 24          | 6           | 3           | 1               | 0               | 0               | 1                 | 0                 | 0                 | -          | -          | -          | C1                             | 4                              | 0                              | 2                              | -                        | -                        | -                        | 8      | 1      | 3      | 38    | 7     | 8     |
| 2019-2020             | Liverpool FC          | Premier League        | 7           | 1           | 0           | -               | -               | -               | -                 | -                 | -                 | 1          | 0          | 0          | C1                             | 1                              | 0                              | 0                              | 2                        | 0                        | 0                        | -      | -      | -      | 11    | 1     | 0     |
| 2020-2021             | Liverpool FC          | Premier League        | 14          | 0           | 2           | 2               | 0               | 2               | 1                 | 1                 | 0                 | -          | -          | -          | C1                             | 5                              | 0                              | 0                              | -                        | -                        | -                        | 6      | 4      | 1      | 28    | 5     | 5     |
| Sous-total            | Sous-total            | Sous-total            | 45          | 7           | 5           | 3               | 0               | 2               | 2                 | 1                 | 0                 | 1          | 0          | 0          | -                              | 10                             | 0                              | 2                              | 2                        | 0                        | 0                        | 14     | 5      | 4      | 77    | 13    | 13    |
| 2021-2022             | Olympique lyonnais    | Ligue 1               | 11          | 2           | 3           | 0               | 0               | 0               | -                 | -                 | -                 | -          | -          | -          | C3                             | 5                              | 0                              | 0                              | -                        | -                        | -                        | 5      | 0      | 3      | 21    | 2     | 6     |
| 2022                  | Fire de Chicago       | MLS                   | 29          | 7           | 6           | 0               | 0               | 0               | -                 | -                 | -                 | -          | -          | -          | -                              | -                              | -                              | -                              | -                        | -                        | -                        | 13     | 1      | 4      | 42    | 8     | 10    |
| 2023                  | Fire de Chicago       | MLS                   | 28          | 5           | 5           | 3               | 0               | 2               | -                 | -                 | -                 | -          | -          | -          | LCup                           | 3                              | 2                              | 0                              | -                        | -                        | -                        | 7      | 2      | 2      | 41    | 9     | 9     |
| 2024                  | Fire de Chicago       | MLS                   | 12          | 2           | 1           | 0               | 0               | 0               | -                 | -                 | -                 | -          | -          | -          | -                              | 0                              | 0                              | 0                              | -                        | -                        | -                        | 5      | 3      | 0      | 17    | 5     | 1     |
| Sous-total            | Sous-total            | Sous-total            | 69          | 14          | 12          | 3               | 0               | 2               | 0                 | 0                 | 0                 | 0          | 0          | 0          | -                              | 3                              | 2                              | 0                              | 0                        | 0                        | 0                        | 25     | 6      | 9      | 100   | 22    | 23    |
| 2024-2025             | FC Bâle               | Super League          | 34          | 18          | 21          | 5               | 3               | 1               | -                 | -                 | -                 | -          | -          | -          | -                              | -                              | -                              | -                              | -                        | -                        | -                        | -      | -      | -      | 39    | 21    | 22    |
| 2025-2026             | FC Bâle               | Super League          | 4           | 2           | 1           | 1               | 1               | 1               | -                 | -                 | -                 | -          | -          | -          | C1                             | 1                              | 1                              | 0                              | -                        | -                        | -                        | -      | -      | -      | 6     | 4     | 2     |
| Sous-total            | Sous-total            | Sous-total            | 38          | 20          | 22          | 6               | 4               | 2               | -                 | -                 | -                 | -          | -          | -          | -                              | 1                              | 1                              | 0                              | -                        | -                        | -                        | -      | -      | -      | 45    | 25    | 24    |
| Total sur la carrière | Total sur la carrière | Total sur la carrière | 406         | 88          | 88          | 37              | 10              | 15              | 7                 | 1                 | 0                 | 5          | 0          | 0          | -                              | 64                             | 10                             | 10                             | 4                        | 0                        | 0                        | 124    | 32     | 31     | 647   | 141   | 144   |

### Buts en sélection nationale
| Buts de Xherdan Shaqiri en équipe de Suisse | Buts de Xherdan Shaqiri en équipe de Suisse | Buts de Xherdan Shaqiri en équipe de Suisse     | Buts de Xherdan Shaqiri en équipe de Suisse | Buts de Xherdan Shaqiri en équipe de Suisse | Buts de Xherdan Shaqiri en équipe de Suisse | Buts de Xherdan Shaqiri en équipe de Suisse |
| Numéro                                      | Date                                        | Lieu                                            | Adversaire                                  | Score                                       | Résultat                                    | Compétition                                 |
| ------------------------------------------- | ------------------------------------------- | ----------------------------------------------- | ------------------------------------------- | ------------------------------------------- | ------------------------------------------- | ------------------------------------------- |
| 1.                                          | 7 septembre 2010                            | Parc Saint-Jacques, Bâle (Suisse)               | Angleterre                                  | 1-2                                         | 1-3                                         | Éliminatoires de l'Euro 2012                |
| 2. 3. 4.                                    | 6 septembre 2011                            | Parc Saint-Jacques, Bâle (Suisse)               | Bulgarie                                    | 1-1 2-1 3-1                                 | 3-1                                         | Éliminatoires de l'Euro 2012                |
| 5.                                          | 29 février 2012                             | Stade de Suisse, Berne (Suisse)                 | Argentine                                   | 1-1                                         | 1-3                                         | Match amical                                |
| 6.                                          | 11 septembre 2012                           | Swissporarena, Lucerne (Suisse)                 | Albanie                                     | 1-0                                         | 2-0                                         | Éliminatoires de la Coupe du monde 2014     |
| 7.                                          | 14 novembre 2012                            | Stade olympique de Sousse, Sousse (Tunisie)     | Tunisie                                     | 2-1                                         | 2-1                                         | Match amical                                |
| 8.                                          | 11 octobre 2013                             | Stade Qemal-Stafa, Tirana (Albanie)             | Albanie                                     | 1-0                                         | 2-1                                         | Éliminatoires de la Coupe du monde 2014     |
| 9.                                          | 3 juin 2014                                 | Swissporarena, Lucerne (Suisse)                 | Pérou                                       | 2-0                                         | 2-0                                         | Match amical                                |
| 10. 11. 12.                                 | 25 juin 2014                                | Arena Amazônia, Manaus (Brésil)                 | Honduras                                    | 1-0 2-0 3-0                                 | 3-0                                         | Coupe du monde 2014                         |
| 13.                                         | 14 octobre 2014                             | Stadio Olimpico, Serravalle (Saint-Marin)       | Saint-Marin                                 | 4-0                                         | 4-0                                         | Éliminatoires de l'Euro 2016                |
| 14. 15.                                     | 15 novembre 2014                            | AFG Arena, Saint-Gall (Suisse)                  | Lituanie                                    | 3-0 4-0                                     | 4-0                                         | Éliminatoires de l'Euro 2016                |
| 16.                                         | 10 juin 2015                                | Stockhorn Arena, Thoune (Suisse)                | Liechtenstein                               | 2-0                                         | 3-0                                         | Match amical                                |
| 17.                                         | 14 juin 2015                                | LFF Stadium, Vilnius (Lituanie)                 | Lituanie                                    | 2-1                                         | 2-1                                         | Éliminatoires de l'Euro 2016                |
| 18.                                         | 25 juin 2016                                | Stade Geoffroy-Guichard, Saint-Étienne (France) | Pologne                                     | 1-1                                         | 1-1                                         | Euro 2016                                   |
| 19.                                         | 1er juin 2017                               | Stade de la Maladière, Neuchâtel (Suisse)       | Biélorussie                                 | 1-0                                         | 1-0                                         | Match amical                                |
| 20.                                         | 9 juin 2017                                 | Tórsvøllur, Tórshavn (Îles Féroé)               | Îles Féroé                                  | 2-0                                         | 2-0                                         | Éliminatoires de la Coupe du monde 2018     |
| 21.                                         | 22 juin 2018                                | Arena Baltika, Kaliningrad (Russie)             | Serbie                                      | 2-1                                         | 2-1                                         | Coupe du monde 2018                         |
| 22.                                         | 8 septembre 2018                            | Kybunpark, Saint-Gall (Suisse)                  | Islande                                     | 3-0                                         | 6-0                                         | Nations League                              |
| 23.                                         | 28 mars 2021                                | Kybunpark, Saint-Gall (Suisse)                  | Lituanie                                    | 1-0                                         | 1-0                                         | Éliminatoires de la Coupe du monde 2022     |
| 24. 25.                                     | 20 juin 2021                                | Stade olympique, Bakou (Azerbaïdjan)            | Turquie                                     | 2-0 3-1                                     | 3-1                                         | Euro 2020                                   |
| 26.                                         | 2 juillet 2021                              | Stade Krestovski, Moscou (Russie)               | Espagne                                     | 1-1                                         | 1-1                                         | Euro 2020                                   |
| 27.                                         | 2 décembre 2022                             | Stade 974, Doha (Qatar)                         | Serbie                                      | 1-0                                         | 3-2                                         | Coupe du monde 2022                         |

NB : Les scores sont affichés sans tenir compte du sens conventionnel en cas de match à l'extérieur (Suisse-Adversaire)

## Autour du football

### Contrat publicitaire
Lors de la saison 2010-11, il signe un contrat avec Nike. Il fait la promotion des Nike Mercurial Vapor Superfly III. Il est également l'ambassadeur de la marque de soda américaine, Coca-Cola, en Suisse.
Xherdan Shaqiri est présent sur la jaquette du jeu de simulation de football FIFA 15, en Suisse, accompagné de Lionel Messi. Lors de l'année 2014, Xherdan Shaqiri signe beaucoup de contrats publicitaires pour la Coupe du monde, notamment avec Volkswagen, Allianz, Credit Suisse, Yallo, Athleticum et Joiz.

### Actionnaire FC Rapperswil-Jona
En janvier 2025, il est annoncé que le joueur devient actionnaire minoritaire du FC Rapperswil-Jona (qui évolue en Promotion League), le joueur prépare ainsi son "après carrière",.

### Xherdan Shaqiri et la religion
En tant que musulman, ce footballeur international suisse est réputé pour sa stricte observation des prescriptions religieuses. Lors de la Coupe du monde de football 2014 qui s'est déroulée au cours d'un ramadan, il fait partie des rares internationaux de confession musulmane à avoir participé au tournoi tout en observant scrupuleusement le jeûne.
En 2015, alors qu'il se trouvait au Kosovo pour les vacances d'été, une photo le montrant aux côtés de Shefqet Krasniq (en), religieux kosovar et vétéran de la guerre du Kosovo, est apparue dans la presse et a suscité une polémique. Le religieux en question est accusé de terrorisme et a été arrêté à plusieurs reprises, entre autres pour avoir envoyé des djihadistes en Syrie en septembre 2014. Il sera finalement relaxé. Interrogé à ce propos par la Gazzetta dello Sport italienne, Xherdan Shaqiri a répondu qu'il ne pouvait pas demander le casier judiciaire des gens qui lui demandaient une photo. "Je ne savais pas qu’il était lié au terrorisme, souligna-t-il. Dans ma famille, nous sommes musulmans mais les intégristes doivent rester loin de nous. Je condamne fermement ceux qui utilisent ma popularité à des fins personnelles, pour inciter les gens à se dresser les uns contre les autres ».

## Palmarès

### En club
|  |  | FC Bâle (7) - Super League - Champion (4) : 2010, 2011, 2012 et 2025 - Coupe de Suisse - Vainqueur (3) : 2010, 2012 et 2025 |  | Bayern Munich (10) - Bundesliga - Champion (3) : 2013, 2014 et 2015 - Coupe d'Allemagne - Vainqueur (2) : 2013 et 2014 - Supercoupe d'Allemagne - Vainqueur (1) : 2012 - Finaliste (1) : 2013 - Ligue des champions - Vainqueur (1) : 2013 - Supercoupe de l'UEFA - Vainqueur (1) : 2013 - Coupe du monde des clubs de la FIFA - Vainqueur (1) : 2013 |  | Liverpool FC (4) - Premier League - Champion (1) : 2020 - Vice-champion : 2019 - Ligue des champions - Vainqueur (1) : 2019 - Supercoupe de l'UEFA - Vainqueur (1) : 2019 - Coupe du monde des clubs de la FIFA - Vainqueur (1) : 2019 |

### En sélection nationale
- Suisse espoirs
  - Championnat d'Europe espoirs
    - Finaliste (1) : 2011
- Suisse
  - Ligue des Nations
    - Demi-finaliste (1) : 2019

### Distinctions individuelles
En 2007 :
- Meilleur joueur de la Nike Cup 2007.

En 2010 :
- Espoir suisse de l'année 2010.
- Meilleur jeune joueur Swiss Golden Player Award 2010.

En 2011 :
- Meilleur joueur suisse de l'année 2011.
- Swiss Golden Player Award 2011.
- Meilleur jeune joueur Swiss Golden Player Award 2011.
- Meilleur Milieu Swiss Golden Player Award 2011.
- 4e meilleur sportif au Swiss Award 2011.
- Personnalité albanaise de l'année 2011 en Suisse.
- Membre de l'équipe type du Championnat d'Europe de football espoirs 2011[49].
- Sélectionné dans la liste des 40 nommés pour le trophée du Golden Boy 2011[7].

En 2012 :
- Meilleur joueur suisse de l'année 2012.
- Swiss Golden Player Award 2012.
- Meilleur jeune joueur Swiss Golden Player Award 2012.
- Prix Diaspora (décerné au meilleur ambassadeur du Kosovo en Suisse).
- 3e meilleur buteur de l'Axpo Super League (9 buts).
- But Axpo Super League de l'année 2012 (Contre FC Lucerne).

En 2013 :
- Nommé au Meilleur joueur suisse de l'année 2013
- Meilleur joueur Kosovar de l'année 2013.
- Internationale Sportnächte Davos 2013

En 2014 :
- Ambassadeur d'honneur du Kosovo
- Man of the match Budweiser pour la Coupe du monde 2014 lors du match Suisse - Équateur, le 15 juin 2014 (90 minutes jouées, 56 passes, 0 but, 6 tirs)
- Man of the match Budweiser pour la Coupe du monde 2014 lors du match Suisse - Honduras, le 25 juin 2014 (87 minutes jouées, 49 passes, 3 buts, 7 tirs)
- Équipe type Castrol Edge pour les phases de poule de la Coupe du monde 2014
- 7e meilleur joueur Castrol Edge pour les phases de poule de la Coupe du monde 2014 (3e meilleur milieu et meilleur Suisse)